# 首都圏情報 ネタドリ!
『首都圏情報 ネタドリ!』（しゅとけんじょうほう ネタドリ）は、2018年4月13日から関東・甲信越地方のNHK総合テレビジョンで生放送されている地域情報番組である。

## 概要
『金曜イチから』の後番組として放送開始した。本番組は、「ホンネ、真相、本当のこと」を番組コンセプトとして、首都圏で気になっているニュースを直撃取材し、伝えるといった内容である。
不定期に番組終了時刻を20:42に繰り下げたスペシャル版を放送することがある（2018年7月27日が最初の例）。この場合、通常時の後続番組『チコちゃんに叱られる!』（19:57 - 20:42）は本番組を放送した地域では翌土曜日の8:15 - 9:00に臨時枠移動の上で本放送（一部地域では本来の放送時間に裏送りで放送したため、再放送扱いとなっている）を実施する。
関東甲信越地方以外では放送されていないが、ネット常時同時配信のNHKプラスから日本全国で視聴可能である。
NHK広島放送局など、関東甲信越地方以外でも不定期で放送された事例もある。
総合テレビの平日午前の『NHK地域局発』で2021年7月2日放送回が後日全国放送された。

### 県域差し替え放送番組
本番組は基本的には首都圏放送センター管轄の10都県にネットしているが、それぞれ独自の県域放送を行っている北関東と甲信越の6県については、随時県域情報番組が19:30 - 19:57（または20:42）まで放送されているため、放送する日によっては管内他地域の再放送である土曜日11:15 - 11:42の放送が初回放送となる事例がある。

#### 北関東
- 水戸局では年間10本程度（放送なしの月もある）『茨城スペシャル』を放送するため
- 宇都宮局では年間20本程度（放送なしの月もある）『とちスペ』を放送するため
- 前橋局では年間6本程度（ほぼ隔月）『群馬スペシャル』を放送するため
- またこれらとは別に、年2回程度の割で北関東3局合同の特番『キタカン+』を放送するときがある。

#### 甲信越
甲信越各局は金曜19:30枠はほぼ毎週のように県域番組に差し替えている。2024年度は金曜日が祝日と重なるか、お盆休み・年末年始・年度替わりなどを除くほぼ毎週・年39回ずつ放送する予定。
- 長野局では本来の放送時間帯に長野ローカルで県域情報番組『知るしん 信州を知るテレビ』が放送されているため[注 4]
- 新潟局では本来の放送時間帯に新潟ローカルで県域情報番組『金よう夜きらっと新潟』を編成しているため[注 4][注 5]
- 甲府局では本来の放送時間帯に山梨ローカルで県域情報番組『＃金曜やまなし』が放送されるため[注 4]

## 出演者
- 首藤奈知子（NHKアナウンサー、2025年4月4日 - ）
  - このほか、スタジオアシスタントとしてNHKアナウンサー（主に『首都圏ネットワーク』のフィールドキャスターやリポーター）が不定期で出演する。

### 過去の出演者
- 松田利仁亜[2]（NHKアナウンサー、『金曜イチから』より続投　2018年4月13日 - 2022年3月11日）
- 高橋みなみ[2][8][9]（『金曜イチから』より続投）（2018年4月20日 - 2022年3月11日）
- 岡田結実[2][10]（2018年4月13日 - 2022年3月18日）
- 合原明子（NHKアナウンサー、2022年4月8日 - 2025年3月14日）

※高橋、岡田の降板に伴い、『金曜イチから』から続いた芸能人によるレギュラー出演が事実上終了したが、それ以降もその日のテーマと関連性のある芸能人がゲスト出演する事がある。

## 音楽

### 番組テーマ曲
- 有木竜郎「The Lively Street」（2018年4月13日 - 2022年3月18日）
- 作曲：tofubeats（2022年4月8日 - ）[11]